# 渡辺勝彦 (ローカルタレント)
渡辺 勝彦（わたなべ かつひこ、1959年5月19日 - ）は、宮城県を中心に活動しているローカルタレント。

## 概要
宮城県小牛田町（現・美里町）出身。血液型はB型。美里町立小牛田中学校、宮城県古川高等学校卒業。東北学院大学法学部法律学科卒業。
『OH!バンデス』では放送開始時点で司会を担当。その数ヶ月後に高校・大学の先輩にあたるさとう宗幸が『OH!バンデス』司会を担当し、渡辺はリポーターになった。以後、現在までさとう宗幸が『OH!バンデス』の司会を長期間担当している。ミヤギテレビ『OH!バンデス』のコーナー『八木山ZooKAN』を担当。
2021年3月30日を持ってOH!バンデスを卒業。番組開始から26年間出演を続けた。

## 出演番組

### 過去
- OH!バンデス（ミヤギテレビ）
- ちょっとブレイクタイム（ミヤギテレビ）
- サンデー伊達スタ（ミヤギテレビ）
- あッ!晴れテレビ（ミヤギテレビ）
- モトちゃんの歌は魂だ!（千葉テレビ）